# AH-K3001V
AH-K3001Vは、ウィルコム（旧社名DDIポケット）向けに供給された京セラ製PHS（AIR-EDGE PHONE）端末である。
ユーザーにより「京ぽん」という愛称がつけられていた。
AH-K3002Vは、AH-K3001Vからカメラ機能を取り除き、リモートロック・リモート消去機能を追加し、若干のデザイン変更をしたものである。

## 概要
エアーエッジの項も参照
日本国内で発売された携帯電話・PHSとしては初めてウェブブラウザにOperaを搭載（海外ではすでにノキア社製のGSM方式携帯電話などに搭載されていた）しており、主に携帯電話用としてCompactHTMLで記述されたウェブページに加え、通常のHTMLで記述されたPC向けのウェブページも表示することができる。
またOperaはJavaScriptをサポートしており、それを利用したブックマークレット・スケジューラなどの簡易アプリケーションや、自作着うた作成ツールまでもが有志の手により開発された。他にもMSNWeb Messengerの利用も可能となっている。こうした情報をまとめた『京ぽんの本』などの本が数社から出版された（下記『#参考文献』参照）。
さらに、パケット定額制の料金コースを選択した場合は、端末上でのWEB閲覧・Eメール送受信だけでなく、PCなどに端末を接続しての通信も、別途プロバイダの接続料が必要だが同じく使い放題になるため、当時の他の携帯電話キャリアのパケット定額制に比べ料金面で優位に立っているとされた。
「ケータイでパソコンのサイトが定額で閲覧できる」という今までに無いコンセプトと、PCとの高い親和性がコアなユーザ達の人気を博し、発売後数ヶ月間にわたって品薄の状態が続くなど、PHSとしては異例のヒット商品となった。他キャリアの携帯電話におけるフルブラウザ機能導入の火付け役でもある。
発表後、1年半近くにわたってDDIポケット（ウィルコム）音声端末のフラグシップ機だったが、後継機種のリリースに伴い製造終了となった。当機種の直接の後継機種としては2005年11月のWX300Kが該当する。
2012年に実施されたガードバンド移行後の帯域にも利用できる端末であることから、2016年時点でも使用可能であったが、SHA-2には対応していないため、端末本体のブラウザ利用時の暗号化サイトには順次接続不可能となった。

## 沿革
- AH-K3001V
  - 2003年8月20日　JATE（財団法人電気通信端末機器審査協会）による審査を通過。（9月16日公表）
  - 2003年9月17日　WPC EXPO 2003にて、「カメラ付きAirH"PHONE端末」として参考展示される。
  - 2004年4月22日　発表
  - 2004年5月14日　発売
  - 2004年5月18日　不具合発覚により販売一時中断
  - 2004年5月21日　ファームウェアVer.1.1公開、販売再開
  - 2004年6月11日　ファームウェアVer.1.4公開（同日中に不具合が発覚して公開中断～同月15日再公開）
  - 2004年9月24日　ファームウェアVer.1.5公開
  - 2004年11月5日　新色「ネイビーブルー」発売
  - 2004年12月27日　インプレス「ケータイWatch」で「読者が選ぶ ケータイ of the Year 2004」を受賞 
  - 2005年2月2日　DDIポケット、WILLCOMに社名変更。同時に新色「シルキーレッド」発売、「AIR-EDGE PHONE高速化サービス」開始。ファームウェアVer.1.7公開
  - 2005年7月13日　ファームウェアVer.1.8公開
- AH-K3002V
  - 2005年5月23日　JATEによる審査を通過（6月15日公表）。
  - 2005年8月24日　発表
  - 2005年9月1日　発売

## 各種仕様
- 機種名 AH-K3001V/AH-K3002V
  - 基本性能は同じ。AH-K3002Vはカメラ機能が省かれ、リモートロック・リモート消去機能が追加された。
- 外部端子 miniUSB TypeB（USBデータケーブル同梱） CDC非準拠
- バッテリ 630mAh/3.7V auのA1012（13）Kのものと同等品
- 音源 32和音175音色(PCM) MIDI再生可
- アドレス帳 500件（メールアドレス×3・電話番号×3・住所・血液型・星座・誕生日・趣味・メモ・画像・グループ）
- 発信・着信履歴 各20件
- ブックマーク 100件（20個のフォルダに分類可能）
- メモ帳 20件
- 伝言メモ 15秒×3件
- アラーム 20件
- スケジュール ×
- カレンダー ○（壁紙画像に重ねられる）
- Eメール 送受信 合計最大1000件
- 送受信文字数20,000文字（Shift_JIS換算40,000バイト）
- 表示可能文字数 6×6（36文字）/ 9×8（72文字）/ 12×11（132文字）/ 18×16（288文字）
- 添付ファイル 約350KB以下
- メールフォルダ 20個
- ライトメール 送信履歴30件・受信履歴100件
- 2タッチ入力 ×
- フォント NEC「FontAvenue 丸ゴシック」
- ブラウザ Opera for SmartPhone ver.7.0
- HTML・CompactHTML・JavaScript ver.1.5（仕様書）・Cookie・SSL 2.0/3.0対応
- スモールスクリーンレンダリング対応
- データ通信方式 32kパケット・32k/64kPIAFS・フレックスチェンジ
- ダイバシティアンテナ ×（高速ハンドオーバー機能の「ツインウェーブ機能」は搭載）
- TCP/IP エルミックシステム「KASAGO」
- 自営モード ×
- グループモード ×
- αPHS ×
- Macintosh対応 ×（有志の作ったドライバで対応）
  - Mac OS Xでのドライバやブックマーク編集、ファイル転送などのユーティリティ
  - Mac OS Xでのアドレス帳編集、メールのバックアップなどのユーティリティ
  - Mac OS 9用のドライバ
- 国際ローミング ○（台湾/タイ）
- オンラインでのファームウェアアップデート ○（小規模なものであれば単体で可能）

## 京ぽんという愛称

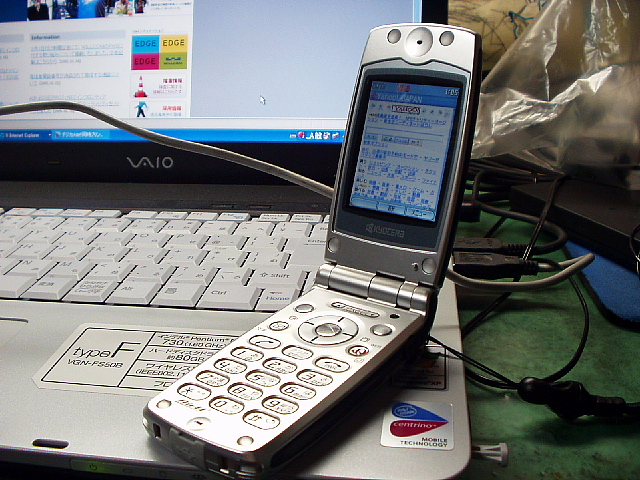
AH-K3001V

「京ぽん」という愛称は、もともと2ちゃんねるの携帯板で生まれたものである。初のAirH" Phone（当時）であるAH-J3001V/3002Vには、"エアーエッジフォン"がなまった「味ぽん」という俗称があった。そして「京ぽん」とは京セラ製のエアーエッジフォン、すなわち京セラ+味ぽんを意味している。
当初はごく一部のユーザー間で使われる隠語だったが、やがて『京ぽんの本』など市販の書籍でも使用されるようになり、ついにはDDIポケット（当時）でも配布用の小冊子にも使われる準公式的な愛称となった。
2005年4月に「京ぽん」は京セラにより商標登録が出願された。理由として、他社によりこの愛称が商標登録されることを防ぐ意味合いがあると説明しており、すなわち悪意の第三者に濫用される事態への牽制を目的としている。京セラは「これまで通り愛称を自由にユーザーが使って欲しい」とコメントしている。

## バリエーション
AH-K3001Vには、製造された当時の社名（DDIポケット、ウィルコム）により、デザインに若干の差異がある。
- DDIポケット時代に製造されたものは、サブディスプレイ下部に「OPERA BROWSER & HIGH RESOLUTION DISPLAY AH-K3001V」の文字があり、テンキー下部に「AirH"」のロゴが入っている。
- ウィルコム時代に製造されたものは、サブディスプレイ下部にウィルコムのロゴがあり、テンキー下部に機種名（AH-K3001V）が入っている。なお、シルキーレッドはウィルコム発足後にリリースされたため、後者のものしかない。

テンキーのフォントは、ホワイトとそれ以外で違ったものを使っている。